# Alain Farah
Alain Farah, né le 22 avril 1979 à Montréal, est un écrivain québécois.

## Biographie
Né à Montréal en 1979, il est le fils de parents libanais.
Il a publié trois romans, Matamore no 29, Pourquoi Bologne et Mille secrets mille dangers, ainsi qu'un recueil de poésie, Quelque chose se détache du port et signé le texte d'une bande-dessinée intitulée La ligne la plus sombre.
Il est professeur de littérature française à Université McGill, auteur d'un essai publié en 2013, Le gala des incomparables. Il collabore régulièrement à l'émission radiophonique Plus on est de fous, plus on lit, diffusée à la chaîne ICI Radio-Canada Première, ainsi qu'aux revues Liberté et Nouveau Projet.
Sa courte pièce lyrique Les fortifications de Vauban est créée et mise en scène par Marie Brassard en 2014 .  En 2015, Pourquoi Bologne paraît en anglais sous le titre Ravenscrag, une traduction signée Lazer Lederhendler (en). L'écrivain collabore avec le comédien Patrice Dubois pour l'adaptation au théâtre de l’œuvre Le Déclin de l'empire américain (d'après le scénario de Denys Arcand).
En 2015, l'auteur annonce qu'il est en train de rédiger un nouveau roman, lequel paraît en 2021 sous le titre Mille secrets mille dangers. Il s'agit d'un roman inspiré par son histoire familiale et celle des chrétiens du Moyen-Orient. Le roman serait en voie d'être adapté au cinéma par le réalisateur Philippe Falardeau et la compagnie de production micro_scope. 

## Œuvres
- Quelque chose se détache du port, 2004  (ISBN 978-2-923400-59-4)
- Matamore no 29, 2008  (ISBN 978-2-923400-39-6)
- Pourquoi Bologne, 2013  (ISBN 978-2-896981-07-6)
- Le Gala des incomparables, 2013  (ISBN 978-2-8124-0955-4)
- La Ligne la plus sombre, La Pastèque, 2016 (avec Mélanie Baillairgé)  (ISBN 9782897770020)
- Mille secrets mille dangers, Le Quartanier, 2021  (ISBN 9782896985272)

## Prix et honneurs
En 2004, Quelque chose se détache du port est finaliste au prix Émile-Nelligan et son poème No. 4 fait l'objet d'un court métrage intitulé Un cri au bonheur, réalisé par Paule Baillargeon en 2007. Pourquoi Bologne (2013) est finaliste au Grand Prix du livre de Montréal ainsi qu'au Prix du Gouverneur général pour les romans et nouvelles de langue française. Mille secrets mille dangers est en lice pour le Prix littéraire des collégiens 2022 et le Prix des libraires 2022 et l'auteur remporte le Prix du Gouverneur général : romans et nouvelles de langue française en 2022.